# 2-Metil-heptano
2-Metil-heptano é um isômero ramificado do octano.